# Travunijana vruljakensis
Travunijana vruljakensis – gatunek ślimaków z rzędu Littorinimorpha i rodziny źródlarkowatych.
Gatunek ten opisany został po raz pierwszy w 2019 roku przez Jozefa Grego i Petera Glöera. Jako miejsce typowe wskazano Vrelo Studenac na prawym brzegu rzeki Trebišnjicy, na terenie Goricy koło Trebinjego w Bośni i Hercegowinie. Z kolei epitet gatunkowy pochodzi od źródła Vruljak 1 w tej samej miejscowości, w którym znaleziono paratypy.
Ślimak ten ma białawe ciało i niewielkie oczy. Jego muszla jest podługowato-stożkowata, brązowawo zabarwiona i osiąga od 2,7 do 2,9 mm wysokości oraz od 1,5 do 1,7 mm szerokości. Na skrętkę muszli składa się około 5–5,5 lekko wypukłych skrętów oddzielonych głębokimi szwami i o słabo zaznaczonych osiowych linach wzrostu. Łezkowato-jajowate ujście ma pogrubioną i ostrą perystomę. Dołek osiowy bywa szczeliniasty lub zamknięty. Narządy rozrodcze odznaczają się prąciem o tępym wierzchołku i z niewielkim wyrostkiem przedwierzchołkowym po lewej stronie.
Gatunek ten jest endemitem hercegowińskiej części Gór Dynarskich, znanym tylko z miejscowości Gorica koło Trebinjego. Klasyfikowany jest jako krenobiont, jednak jego ubarwienie i drobne oczy wskazują na przystosowanie do głębokiego krenalu na pograniczu ze stygalem. Zasiedla bentos źródeł u brzegów Trebišnjicy. Należy do zdrapywaczy żerujących na peryfitonie.